# Гадж Сінґх
Гадж Сінґх (гінді गज सिंह; 30 жовтня 1595 — 6 травня 1638) — магараджа Марвару в 1619—1638 роках.

## Життєпис
Походив з династії Ратхор. Старший син савай раджи Сур Сінґха. Народився 1595 року в Лахорі. Невдовзі перебрався до Джодхпуру. У 1608 році був представлений падишаху Джаханґіру . У 1609 році Махабат-хан, який воював проти меварського магарани Амар Сінґха I отримав повідомлення про те, що родина останнього перебуває під захистом Сур Сінгха у фортеці Соджат. У відповідь Махабат-хан передав Соджат Карам Сінґху, онуку Чандрасена. Це було викрито знята лише після втручання Бхатаї Говінддаса, після чого Соджат і Нагаур були передано Гадж Сінґху. Невдовзі він також отримав як джаґір від падишаха Джалор, яким до того володів Біхарі Патанс.
З 1615 року на час відсутності батька керував справами в Марварі. 1619 року, почувши звістку про смерть батька в Декані, Гадж Сінґх негайно рушив туди, залишивши Радж Сінґха Кумпавата керувати Джодхпуром. Невдовзі був визнаний Джаханґіром правителем в усіх батьківських володіннях, отримавши також фортецю Сівана, міста Саталмар, Тервада і Гондвада, мансаб в 3000 затів (осіб) і 2 тис. савар (кіннотників).
Втім залишився в Декані, де 1620 року поновилася війна Імперії Великих Моголів з Маліком Амбаром, фактичним правителем Ахмеднагарського султанату. За свої заслуги він отримав титул далтаман і мансаб у 4 тис. зат і 3 тис. савар, паргани Джалор і Санчор.
5 травня 1623 року був відряджений разом з Махабат-ханом і Парвізом Мірзою для придушення повстання шахзаде Хуррама. Напередодні свого від'їзду він отримав Фалоді як джаґірі, а його мансаб було збільшено до 5 тис. зат і 4 тис. савар. 16 жовтня 1624 року відбулася битва між імперською армією та армією Хуррама. Гадж Сінґх, що спочатку не бажав брати активну участь у цій битві і розташувався табором на лівому березі річки, зрештою втрутився ображений зверненням раджпутів з клану Сесодія, що були союзниками Хуррама. В результаті останній зазнав тяжкої поразки. Вдячний падишах надав Гадж Сінґху мансаб в 5 тис. зат і 5 тис. савар.
Після смерті Джаханґіра 1627 року в боротьбі за владу підтримав Хуррама, що став падишахом під ім'ям Шах Джахан. За це отримав підтвердження свого мансабу та володінь, а також отримав хаса-хілат (особливо почесні шати), меч, коня, слона і литаври. 22 лютого 1630 року очолив військо для придушення заколоту проти Хана Джахана Лоді в Декана. За свою звитягу був нагороджений парганою Махрота з правом джаґіру та титулом магараджа.
У грудні 1631 року спільно з Асаф-ханом очолив могольську армію в кампанії проти біджапурського султана Мухаммада Аділ-шаха, якого було переможено 1635 року, а у березні 1636 року той уклав мирний договір, вигідний моголам. За це Гадж Сінґх отримав коня з особливим золотим спорядженням, повернувшись невдовзі до Марвару. Але вже того ж року призначається заступником кабульського субадара Шах Шуджи, який отримав наказ захопити Балх. Втім до бойових дій з бухарським ханом Імамкулі-ханом справа не дійшла, оскільки могольське військо стикнулася зі спротивом афганських племен.
1638 року Гадж Сінґх повернувся до Агри, де невдовзі помер. Йому спадкував син Джасвант Сінґх.